# Kenézy Gyula

A Kenézy család címere

Kenézy Gyula (Hajdúszoboszló, 1860. január 4. – Debrecen, 1931. november 26.) szülész-nőgyógyász orvos, egyetemi tanár.

## Családja
Édesapja Kenéz János, édesanyja Debreczeni Zsuzsanna.

## Tanulmányok
Elemi iskoláit, valamint a gimnázium első két osztályát Hajdúszoboszlón végezte, majd a debreceni Református Kollégiumba került. A középiskolát Késmárkon az Evangélikus Líceumban fejezte be. Ezt követően Budapesten szerezte meg az orvosi diplomát, négy évig itt is dolgozott a szülészeti klinikán.

## Munkája, tevékenységei
- 1885 debreceni tisztiorvos
- 1893 kórházi igazgató főorvos

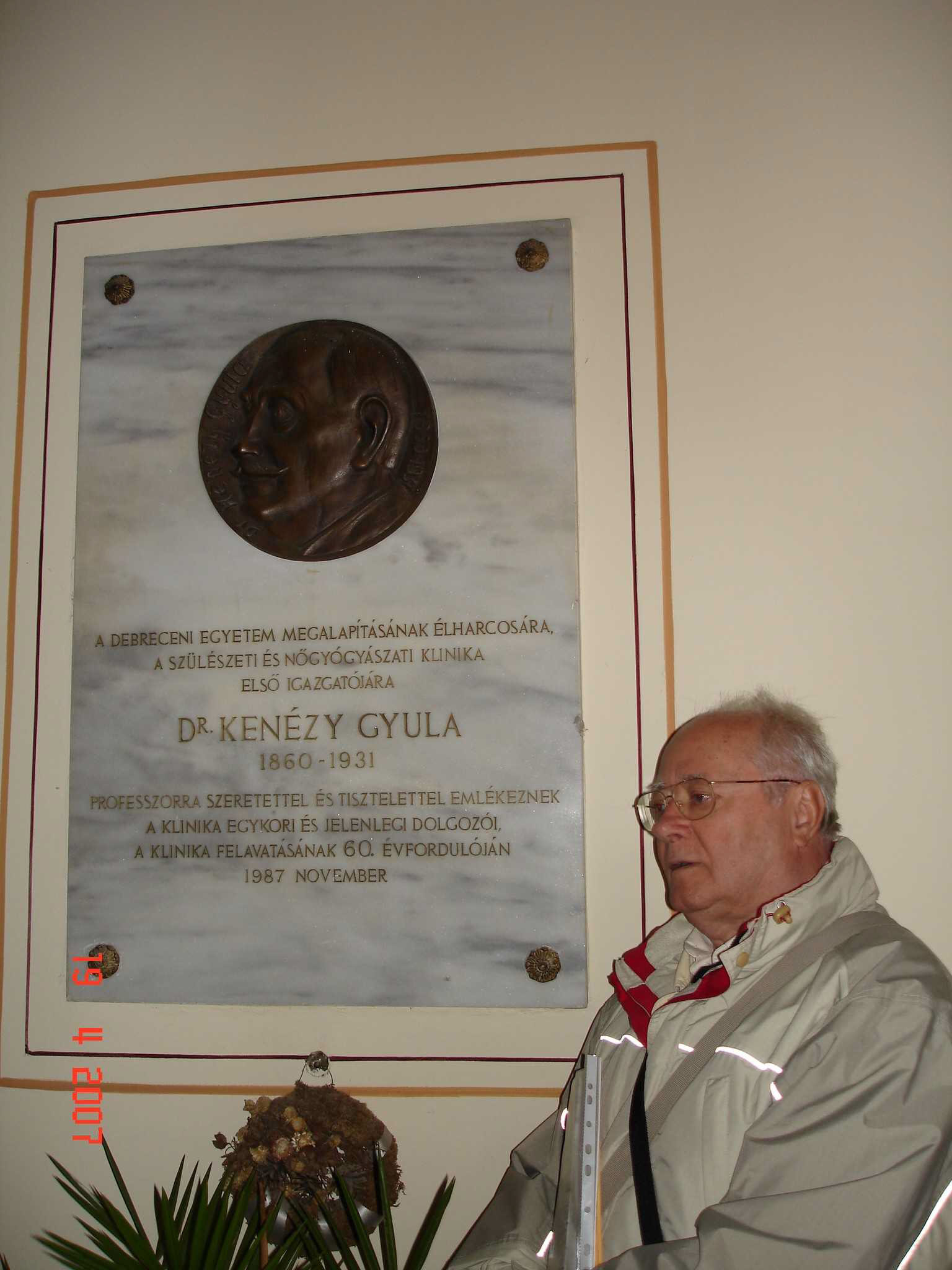
Kenézy Gyula emléktáblája a debreceni orvosi egyetemen. Unokájával, Dr. Balogh Sándorral

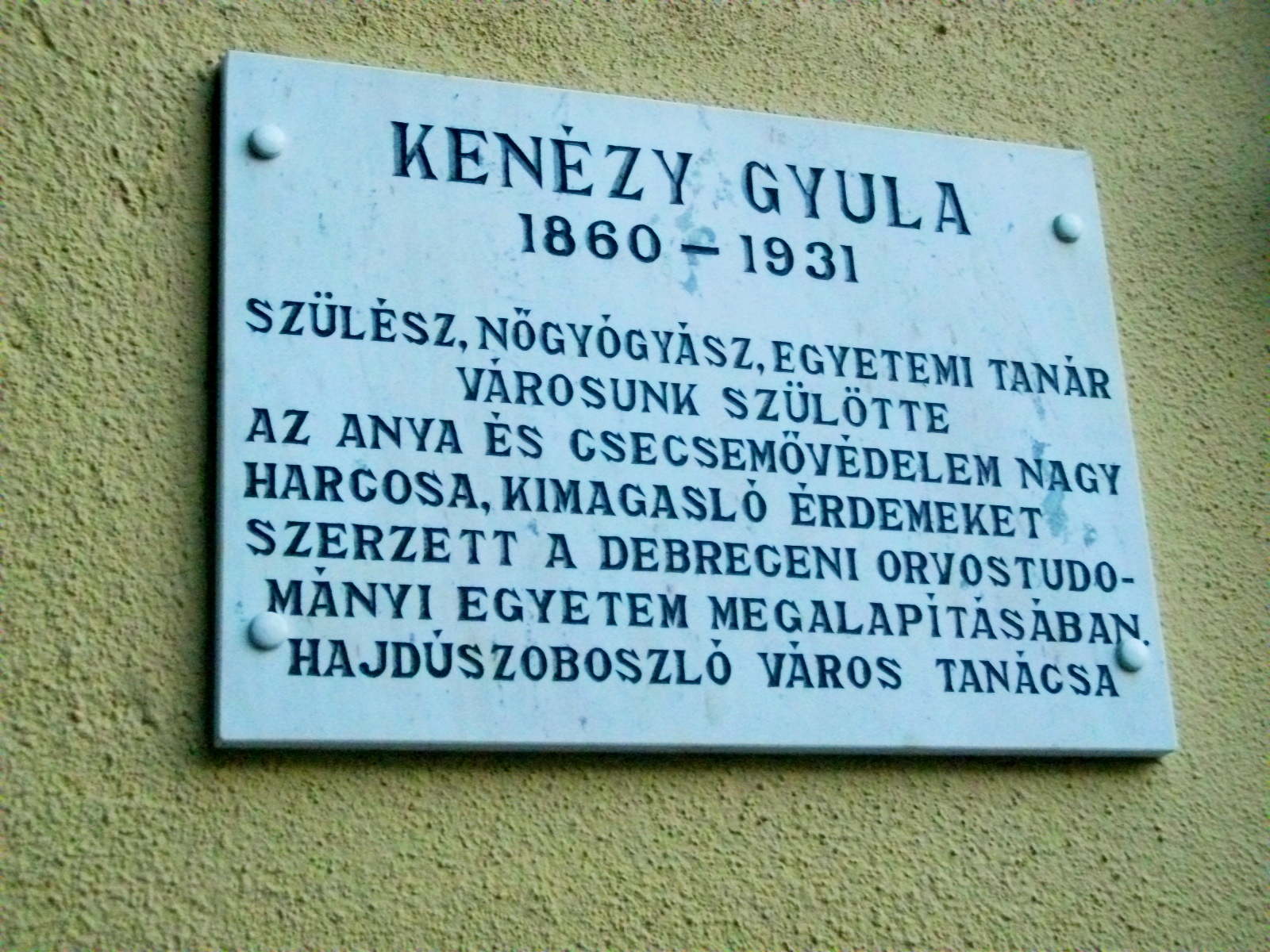
Kenézy Gyula emléktáblája Hajdúszoboszlón.

- 1896 a debreceni bábaképző intézet, később a gyermekmenhely igazgatója
- 1908 az egyetem első rendkívüli tanára, az Egyetemi Állandó Bizottság elnöke (1908)
- 1914 a Debreceni Tudományegyetem első nyilvános rendes tanára
- 1916 a Szülészeti Klinika első igazgató professzora, kezdetben még a Bábaképző Intézet épületében
- 1918-1919 az Egyetem dékánja
- 1918-1919 az Egyetem prodékánja
- 1920-1921 Debreceni Egyetem rektora
- 1921-1922 Debreceni Egyetem prorektora
- 1924 az Egyetem díszdoktora
- 1930-ban nyugdíjazták.

## Szabadkőműves pályafutása
1891-ben jelentkezett a debreceni Haladás páholyba, ahova alig egy hónap múlva fel is vették. A páholy aktív tagja, hamarosan főmestere lett. 1913-ban több társával együtt kilépett a Haladás páholyból és megalapították a Kőrösi Csoma páholyt. A szabadkőművesség lényege címmel 1910-ben felvilágosító munkát jelentetett meg.

## Emlékezete
A Hajdú-Bihar megyei kórházat 1987. november 4-én ünnepi ülés keretében Kenézy Gyuláról nevezték el.

## Művei
- Bábakönyv, Debrecen, 1910